# Nilen
Nilen (Arabisk: النيل, transliteration: an-nīl; Oldægyptisk: iteru eller Ḥ'pī; Koptisk:piaro eller phiaro) dannes af to floder, der samles i Khartoum i Sudan.
Mindst 65% af Nilens vand kommer fra Den Blå Nil, som udspringer ved Tanasøen i Etiopien.
Resten kommer fra Den Hvide Nil, der udspringer fra Victoriasøen i Uganda, om end denne sø næres af flere andre floder, som nogle medregner til Den Hvide Nil. Derefter passerer den gennem Uganda og Sudan.
Efter disse to floder støder sammen, hedder floden blot Nilen, og løber gennem resten af Sudan og Egypten, før den løber ud i Middelhavet.
Hvis Den Hvide Nil og selve Nilen regnes for én flod, er den med sine 6,650 kilometer, jordens længste. Der har været talt om, at Amazonfloden – regnet fra en af sine bifloder – er længere, da der blev opdaget en ekstra længde, så den er nået op på 6.800 km.
Byerne Khartoum, Aswan og Kairo ligger alle ved Nilen.

## Etymologi
I det antikke egyptiske sprog blev nilen kaldt Ḥ'pī eller Iteru, hvilket betyder "flod", og udtrykt af de hieroglyffer der er vist til venstre (direkte itrw, eller 'vand' determinativ). På koptisk er ordene piaro (Sahidic) eller phiaro (Bohairic) hvilket betyder "floden" (direkte p(h).iar-o "den.kanal-stor") stammer fra det samme antikke navn.
Det danske navn Nilen og de arabiske navne en-Nîl og an-Nîl er begge afledt fra det latinske Nilus og det oldgræske Νεῖλος. Udover dette er etymologien omstridt. En mulig etymologi afledes fra semitisk Nahal betyder "flod". De gængse danske navne "Den Hvide Nil" og "Den Blå Nil" der bruges om flodens hovedvandmasser er afledt fra arabiske navne der tidligere kun blev anvendt om de sudanesiske strækninger der flyder sammen ved Khartoum.

## Billeder og mediefiler af Nilen
- Flodbåd på Nilen, Egypten 1900
- Udsigt over Nilen fra en krydstogtsbåd, mellem Luxor og Aswan i Egypten
- En feluke på vej over Nilen nær Aswan
- Marsk langs Nilen
- Nilen i Uganda
- En flodbåd sejler over Nilen i Uganda
- Murchison Falls i Uganda, mellem Lake Victoria og Lake Kyoga
- Bylys fremhæver floddalen der slanger sig vej gennem ørkenen
- Nildalen tæt på Luxor, Egypten
- Nilen flyder gennem Kairo, her vises kontrasten mellem antikke dagligdagsskikke med dagens moderne byliv.
- Flod- og bjerglandskab på Nilen
- Folk der bor ved Nilens breder